# Scolosanthus grandifolius
Scolosanthus grandifolius är en måreväxtart som beskrevs av Carl Karl Wilhelm Leopold Krug och Ignatz Urban. Scolosanthus grandifolius ingår i släktet Scolosanthus och familjen måreväxter.
Artens utbredningsområde är Puerto Rico. Inga underarter finns listade i Catalogue of Life.